# Luz Aldán
Luz Aldán (México, junio de 1987) es una actriz, comediante y escritora mexicana. Ha participado en televisión en telenovelas como Despertar contigo (2016-17) y Like, la leyenda (2018-19),en series como La casa de las flores (2019), Supertitlán (2022) y Guerra de vecinos (2022) la cual protagonizó en la segunda temporada de la misma.

## Filmografía[6]

### Telenovelas
| Año       | Nombre            | Papel                    | Ref.  |
| --------- | ----------------- | ------------------------ | ----- |
| 2018      | Like              | Graciela 'Chela' Godínez | [ 3 ] |
| 2016-2017 | Despertar contigo | Flora                    | [ 7 ] |

## Series
| Año       | Nombre                 | Papel              | Ref.          |
| --------- | ---------------------- | ------------------ | ------------- |
| 2022-2023 | Harina                 | Irma               | [ 8 ]         |
| 2022      | Guerra de vecinos      | Agustina Salcedo   | [ 9 ] [ 10 ]  |
| 2022      | Supertitlán            | Diana Valenzuela   | [ 11 ] [ 12 ] |
| 2021      | Esta historia me suena | Paulina            | [ 13 ]        |
| 2019-2020 | Backdoor               | Varios personajes  | [ 14 ]        |
| 2020      | Vecinos                | Trabajadora social |               |
| 2019      | Mi querida herencia    | Jenny              | [ 15 ] [ 16 ] |
| 2019      | La casa de las flores  | Miembro de secta   |               |

## Cine
| Año  | Nombre         | Papel                 | Ref. |
| ---- | -------------- | --------------------- | ---- |
| 2025 | Loco por ella  | Marta                 |      |
| 2023 | At midnight    | Julia                 |      |
| 2022 | Mamá para rato | Directora de programa |      |